# Roberts (Idaho)
Roberts – miasto w Stanach Zjednoczonych, w stanie Idaho, w hrabstwie Jefferson.